# Équipe du Togo des moins de 20 ans de football
Maillots
Actualités
L'équipe du Togo de football des mois de 20 ans est constituée par une sélection des meilleurs joueurs togolais des moins de vingt ans sous l'égide de la Fédération togolaise de football.

## Palmarès
- Coupe d'Afrique des nations de football des moins de 20 ans :
  -  Finaliste en 1987

## Parcours en Coupe du monde des moins de 20 ans
L’équipe du Togo a participé a une seule Coupe du monde de football des moins de 20 ans en 1987 : Phases de Groupes

## Parcours en Coupe d'Afrique des nations des moins de 20 ans
- 1979 : aucun participations
- 1981 : 1er tour
- 1983 : 1er tour
- 1985 : Non qualifié
- 1987 :  Finaliste
- 1989 : aucune participation
- 1991 : aucune participation
- 1993 : 2e tour
- 1995 : 1er tour
- 1997 : aucune participation
- 1999 : tour préliminaire
- 2001 : aucune participation
- 2003 : 2e tour
- 2005 : aucune participation
- 2007 : tour préliminaire
- 2009 : aucun participation
- 2011 : tour préliminaire
- 2013 : aucune participation
- 2015 : 3e tour
- 2017 : aucune participation
- 2019 : 1re tour
- 2021 : phases de groupe zone l’ufoa B
- 2023  :phases de groupe zone l’ufoa B
- 2025  :phases de groupe zone l’ufoa B